# Ceratinella playa
Ceratinella playa là một loài nhện trong họ Linyphiidae.
Loài này thuộc chi Ceratinella. Ceratinella playa được Cokendolpher et al miêu tả năm 2007..